# تورناو (ویتنبرگ)
تورناو (به آلمانی: Tornau) یک منطقهٔ مسکونی در آلمان است که در گرفنهاینیشن واقع شده‌است. تورناو ۵۵۹ نفر جمعیت دارد.